# Мілтон (ураган)
Ураган «Мілтон» (англ. Hurricane Milton) — руйнівний тропічний циклон, який став найсильнішим атлантичним ураганом коли-небудь зареєстрованим над Мексиканською затокою, зрівнявшись з ураганом Ріта в 2005 році. Мілтон обрушився на західне узбережжя американського штату Флорида менш ніж через два тижні після того, як ураган Гелен спустошив регіон штату Біг-Бенд. Тринадцятий названий шторм, дев'ятий ураган, четвертий великий ураган і другий ураган категорії 5 сезону атлантичних ураганів 2024 року. Мілтон став найсильнішим тропічним циклоном у світі в 2024 році.
Напередодні урагану у Флориді було оголошено надзвичайний стан, у результаті якого багатьом жителям узбережжя наказали евакуюватися. Підготовка також проводилася на мексиканському півострові Юкатан. Ураган спричинив руйнівні торнадо та повені у Флориді. Станом на 12 жовтня 2024 року ураган Мілтон забрав життя щонайменше 26 людей: 23 у США та троє в Мексиці. За попередніми оцінками, збитки становлять щонайменше 30 мільярдів доларів США.

## Метеорологічна історія

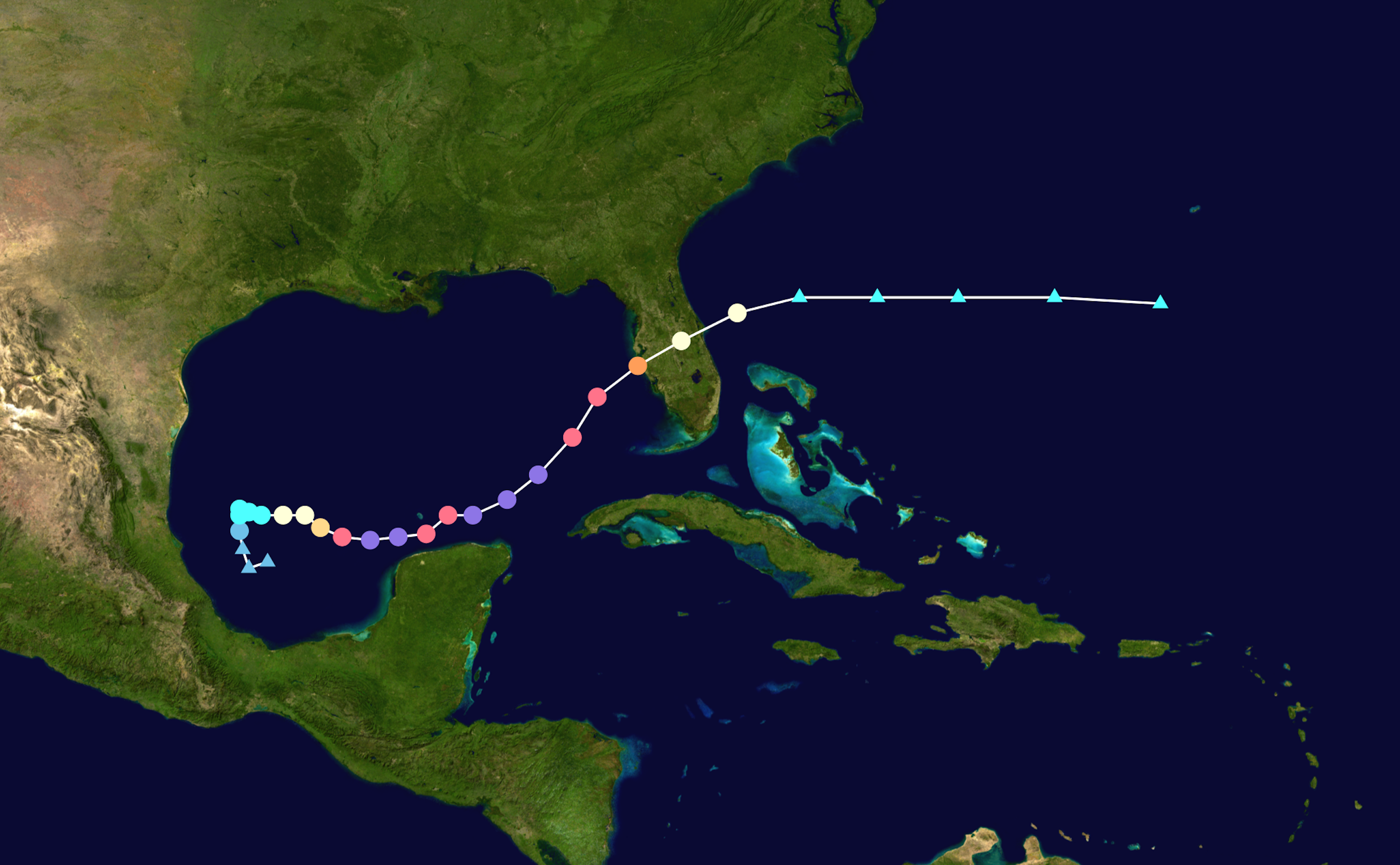
Карта шляху і інтенсивності Урагану Мілтон за шкалою Саффіра–Сімпсона

26 вересня Національний ураганний центр вперше окреслив територію можливого розвитку в західній частині Карибського моря. У міру поступового розвитку в західній частині Карибського басейну утворилася широка зона низького тиску, яка викликала неорганізовані зливи та грози, перед тим як через два дні розсіятись у відкриту западину. Зона низького тиску взаємодіяла із залишками Тропічної депресії Одинадцять у східній частині Тихого океану та стаціонарним фронтом і консолідувалося в затоці Кампече. До 4 жовтня він показав ознаки розвитку, і наступного дня, у зв’язку з подальшою організацією злив і гроз, Національний ураганний центр оголосив про формування Чотирнадцятої тропічної депресії. Пізніше депресія посилилась до тропічного шторму «Мілтон» менш ніж через три години, оскільки супутникові дані вітру вказували на те, що шторм створював штормовий вітер.
Відбувся подальший розвиток, і в другій половині дня наступного дня мисливці за ураганами виявили, що шторм швидко посилився, що змусило Національний ураганний центр кваліфікувати його до урагану. Така швидкість розвитку зберігалася, і оскільки у «Мілтона» з'явилося маленьке нерівне око, 7 жовтня його було підвищено до урагану 2 категорії. Дані, отримані з літака мисливців за ураганами, свідчать про те, що відтоді ураган швидко посилився до 3 категорії. Швидке посилення продовжувалося, і політ Мисливців за ураганами виявив, що «Мілтон» посилився до високого рівня урагану 4 категорії зі стійкими вітрами до 150 миль/год (241 км/год) з мінімальним центральним тиском 940 мБар на 13 годин: 05 UTC 7 жовтня.
Станом на 15:00 UTC у «Мілтоні» був постійний вітер 155 миль/год (250 км/год), його швидкість посилилася на 80 вузлів протягом 24 годин, а мінімальний центральний тиск становив 933 мБар. Протягом години «Мілтон» посилився до урагану 5 категорії зі швидкістю вітру 160 миль/год (260 км/год) і мінімальним центральним тиском 925 мБар.
Інтенсифікація «Мілтона» продовжилася, досягнувши швидкості вітру 175 миль/год (280 км/год) і мінімального тиску 911 мБар до 18:00 UTC, і 180 миль/год (285 км/год) і тиск 905 мБар через три години. Зрештою, Мілтон досяг свого піку інтенсивності о 00:00 UTC 8 жовтня з максимальними постійними вітрами 180 миль/год (285 км/год) і мінімальним центральним тиском 897 мБар (26,49 дюйма рт. ст.) — найінтенсивнішим з часів Вільми у 2005 році. 
| Найінтенсивніші атлантичні урагани | Найінтенсивніші атлантичні урагани | Найінтенсивніші атлантичні урагани | Найінтенсивніші атлантичні урагани | Найінтенсивніші атлантичні урагани | Найінтенсивніші атлантичні урагани |
| Місце                              | Ім'я                               | Сезон                              | Тиск (гПа)                         |                                    |                                    |
| ---------------------------------- | ---------------------------------- | ---------------------------------- | ---------------------------------- | ---------------------------------- | ---------------------------------- |
| 1                                  | «Вільма»                           | 2005                               | 882                                |                                    |                                    |
| 2                                  | «Гілберт»                          | 1988                               | 888                                |                                    |                                    |
| 3                                  | «День праці»                       | 1935                               | 892                                |                                    |                                    |
| 4                                  | «Ріта»                             | 2005                               | 895                                |                                    |                                    |
| 4                                  | «Мілтон»                           | 2024                               | 895                                |                                    |                                    |
| 6                                  | «Аллен»                            | 1980                               | 899                                |                                    |                                    |
| 7                                  | «Камілла»                          | 1969                               | 900                                |                                    |                                    |
| 8                                  | «Катріна»                          | 2005                               | 902                                |                                    |                                    |
| 9                                  | «Мітч»                             | 1998                               | 905                                |                                    |                                    |
| 9                                  | «Дін»                              | 2007                               | 905                                |                                    |                                    |
| Джерело:                           |                                    |                                    |                                    |                                    |                                    |

«Мілтон» став п'ятим за потужністю атлантичним ураганом за всю історію спостережень.

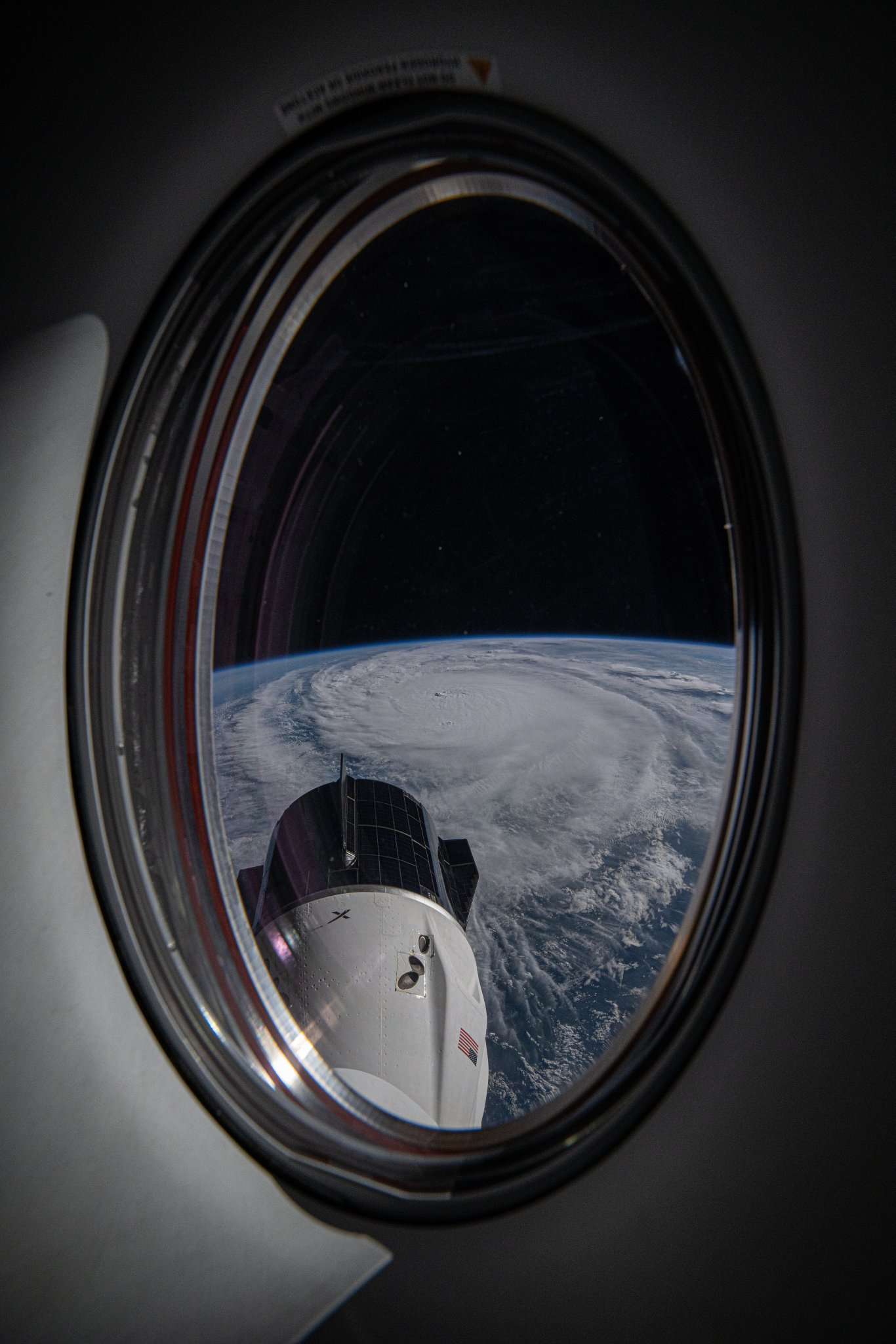
Ураган Мілтон з Міжнародної космічної станції 8 жовтня

Це був третій найшвидший період швидкої інтенсифікації в Атлантиці після ураганів Вільма та Фелікс і найшвидший період посилення у Мексиканській затоці. Після цього подальше зміцнення було зупинено циклом заміни очної стінки, що призвело до того, що шторм послабився, впавши до 4 категорії інтенсивності пізніше тієї ночі.

## Підготовка

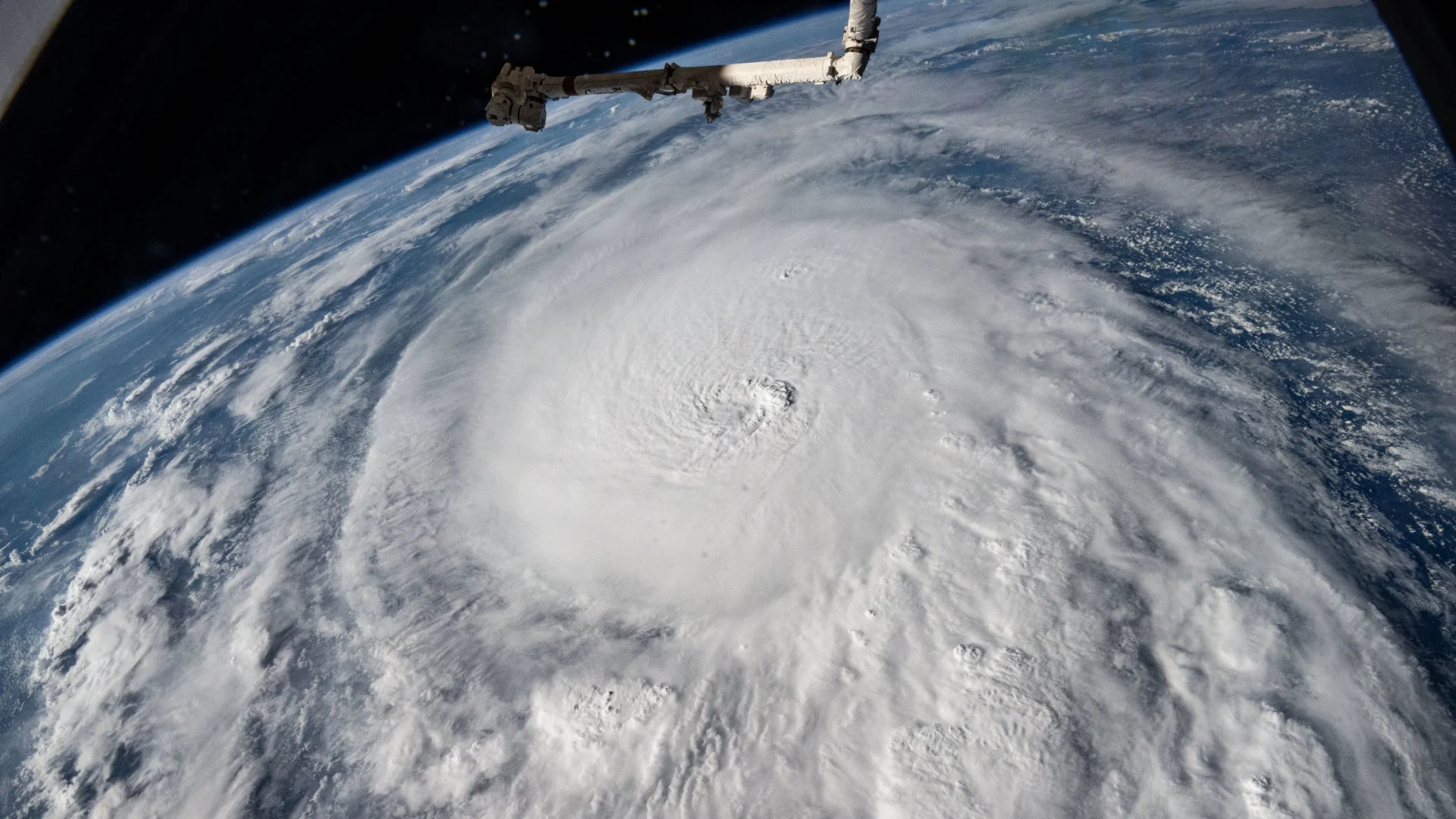
Ураган Мілтон з Міжнародної космічної станції, 8 жовтня

### Мексика
6 жовтня 2024 року уряд Мексики попередження про тропічний шторм для північного узбережжя півострова Юкатан, від Селестуна до Канкуна. Наступного дня оголосили попередження про ураган. Comisión Federal de Electricidad мобілізувала сотні людей та обладнання для розміщення в Кампече, Юкатан і Кінтана-Роо для підготовки до приходу урагану. Секретаріат ВМС оголосив, що ВМС будуть розподілені по постраждалих регіонах для розподілу ресурсів.

### США

#### Флорида

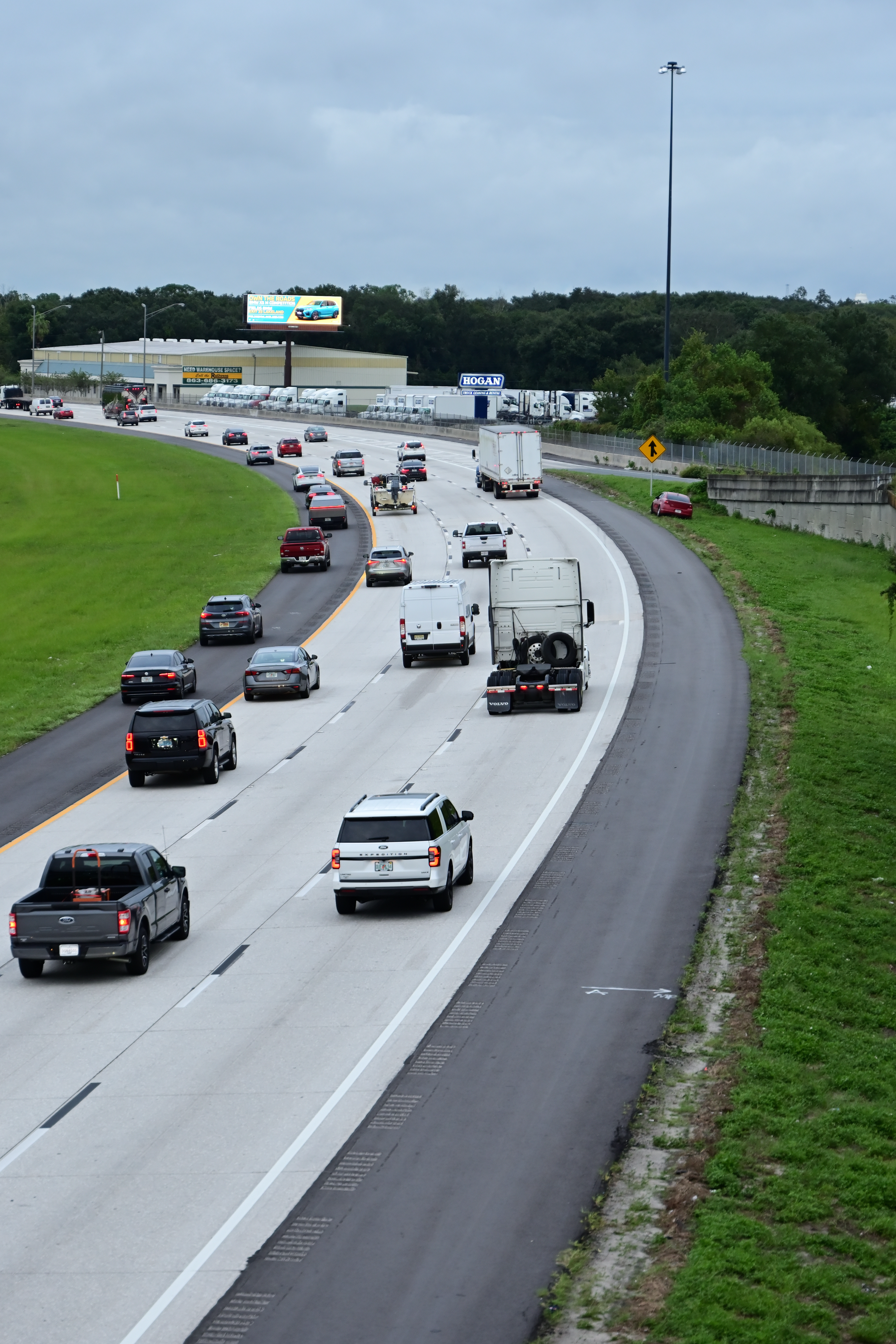
Евакуація у Флориді

Попередження про урагани та тропічні шторми були оголошені на західному узбережжі Флориди 7 жовтня. Майже 15 мільйонів людей по всій Флориді можуть постраждати від урагану. 5 жовтня губернатор Флориди Рон Десантіс оголосив надзвичайний стан. Через два дні чинний президент США Джо Байден схвалив оголошення надзвичайного стану в штаті. Губернатор попросив Департамент транспорту Флориди та Відділ управління надзвичайними ситуаціями Флориди допомогти в координації ресурсів. Губернатор Десантіс призупинив плату за проїзд на багатьох дорогах у Західній Флориді, включно зі шлагбаумом також видав виконавчий наказ 5 жовтня, згідно з яким місця для утилізації сміття та звалища, розташовані в усіх округах, які постраждали від урагану Гелен, залишаються відкритими цілодобово та без вихідних, доки умови не погіршаться, щоб сприяти швидкому видаленню сміття в очікуванні виходу «Мілтона» на сушу. Наказ також збільшив кількість бійців Національної гвардії Флориди, які працюють над прибирання уламків з 800 до 4000. По всій Флориді відкриті місця для набирання піску в мішки. Школи в усьому штаті закрилися в очікування урагану. Округ Маріон відкрив притулки для надзвичайних ситуацій. По всьому штату було багато шкільних систем, які скасували заняття або були закриті, включаючи Університет Центральної Флориди та Університет Флоридського узбережжя Мексиканської затоки. Кампус Роллінз-колледж евакуювали.
Компанія Amtrak призупинила сполучення між Джексонвіллом і Маямі з 7 по 11 жовтня та скасувала роботу автопоїзда з 8 по 10 жовтня. Багато аеропортів по всьому штату, особливо в центральній і південно-західній Флориді, були закриті, включаючи міжнародний аеропорт Тампа, міжнародний аеропорт Сарасота-Брадентон, міжнародний аеропорт Сент-Піт-Клірвотер і міжнародний аеропорт Орландо. Тисячі рейсів, які мали прибути або вилетіти з Флориди скасовані. Уздовж узбережжя Мексиканської затоки Флориди очікується, що морські порти закриються або залишаться відкритими з обмеженим доступом. Запуск Europa Clipper був відкладений через ураган «Мілтон»; Проте запуск Hera 7 жовтня пройшов за планом.
За оцінками, 6 млн мешканців Флориди отримали наказ про евакуацію, що стало одним із найбільших наказів про евакуацію в історії штату з часів урагану «Ірма». Накази про евакуацію в першу чергу стосувалися Гіллсборо та прилеглих округів. Авіакомпанія United Airlines випустила попередження щодо подорожей для п’яти аеропортів штату. По всій території Тампа-Бей станції комфорту, місця для надання основних комунальних послуг які відкрились після урагану Гелен знову були закриті. У Лонгбоут-Кі чиновники заявили, що жителі повинні евакуюватися з міста.

### Багамські острови
На островах Великий Багама, Біміні, Абако та Гранд-Кей навчання в школах було скасовано, а школи — закриті. Багамським студентам у Флориді було наказано евакуюватися; Bahamasair здійснила два рейси 7 і 8 жовтня в Орландо. Офіси Bahamas Power and Light на північних островах закрилися 9 жовтня.

## Наслідки
| Країна  | Загиблі (Зниклі безвісти) | Збитки (USD) | Примітки             |
| ------- | ------------------------- | ------------ | -------------------- |
| Мексика | 3 (6)                     | Невідомий    | [ 50 ] [ 51 ] [ 52 ] |
| США     | 23 (0)                    | >30& млрд.   | [ 53 ]               |
| Total   | 26 (6)                    | >$30 млрд.   |                      |

### США
Станом на 11 жовтня 2024 року 2,2 мільйона споживачів залишилися без електроенергії. Влада закликала людей не втрачати пильності, посилаючись на постійні загрози безпеці через обірвані лінії електропередач і якість води. За попередніми даними, в результаті урагану у Флориді загинуло щонайменше 10 людей.
11 жовтня 2024 року президент США Джо Байден повідомив, що за попередніми оцінками збитки від урагану сягнули $50 млрд.

### Мексика
Сильні зливи спричинили повінь у місті Кампече. Небезпечний штормовий приплив і проливні дощі вплинули на штат Юкатан, високими хвилями було затоплено морський вал у Прогресо. Понад 12 000 людей постраждали від перебоїв в електропостачанні в штаті. Підтоплення внаслідок штормового припливу призвело до евакуації людей під час урагану в Селестуні.

## Цікаві факти
Американські метеорологи, які відстежують пересування урагану Мілтон, зазнали потоку образ і погроз смерті від людей, які вірять у теорії змови. За повідомленням видання The Guardian, з’явилася ціла низка неправдивих тверджень і погроз на адресу метеорологів через те, що уряд і метеорологи нібито створюють і керують ураганами. Разом з тим, Мілтон став вже п’ятим ураганом, що обрушився 2024 року на територію США, і третім, від якого потерпає цього року Флорида. Загалом для США це більша кількість ураганів, ніж з 2021 по 2023 роки загалом.